# Conan (cão)
Conan (2004 — Maio de 2017) foi um mastim inglês adotado ainda filhote de cachorro atual presidente argentino Javier Milei em 2004 e batizado em homenagem ao personagem principal do filme de 1982 Conan, o Bárbaro. Milei, que nunca se casou e não tem filhos, descreveu Conan como seu amigo mais próximo e confidente. Conan morreu de câncer na coluna em 2017. Milei clonou Conan em 2018, e Conan e os outros cães ganharam atenção internacional durante sua campanha presidencial argentina em 2023.

## Vida
Conan nasceu por volta de 2004 e Milei o acolheu ainda filhote de cachorro naquele mesmo ano e o tratou como parte da família. Milei chamou Conan de um de seus "filhos de quatro patas" e disse ao semanário argentino Perfil em 2018 que Conan era "literalmente um filho para ele". Ele também supostamente deu champanhe a Conan.
Milei afirma que "ele e Conan receberam uma missão de Deus". De acordo com o jornal La Nación, Milei afirma que "ele e Conan se conheceram em uma vida passada, há mais de 2.000 anos, como gladiador e leão no Coliseu romano e os dois homens nunca se encontraram. Não foram espancados porque era para eles, unir forças no futuro, citando sua campanha presidencial". Em maio de 2017, Conan morreu de um tumor na coluna vertebral. Em relação à morte de Conan, Milei afirmou que ele não morreu de fato (ele chamou isso de "sua morte física" e continuou a se referir a Conan no presente), mas que se sentou ao lado de Deus para protegê-lo, e que isso se devia para merecer. que ele havia começado a ter conversas com o próprio Deus.
Milei clonou o cachorro em 2018 e nomeou os seis filhotes resultantes em homenagem ao Conan original e aos economistas Milton Friedman, Murray Rothbard e Robert Lucas Jr.; dois deles levam o nome deste último. Outro se chamava Angelito. Milei disse que clonou Conan porque via a clonagem como "uma forma de abordar a eternidade". Para fazer isso, ele foi a uma clínica nos EUA. A colonização custou-lhe aproximadamente 50.000 dólares dos Estados Unidos. Milei não faz distinção entre o atual Conan clonado e o original, pois considera os dois cachorrinhos "como seu filho e os demais cachorrinhos como seus netos". Milei disse que ele "se comunicou com os cães" através de um místico e pediu conselhos a eles. Por exemplo, ele observou que o novo Conan fornece ideias sobre estratégia geral. Robert é quem o faz "ver o futuro e aprender com os seus erros". Milton foi responsável pela análise política e Murray pela economia. Questionada pelo jornalista do El País Martín Sivak e Nicolás Lucca da Rádio Rivadavia, Milei não negou e disse: “O que eu faço da minha vida espiritual e na minha casa é problema meu. Se Conan me aconselha em política, isso significa que ele é o melhor conselheiro da humanidade.". Além de conversas com figuras como Murray Rothbard e Ayn Rand, Milei citou Conan como inspiração para sua escrita em 2015.

## Campanha presidencial de 2023

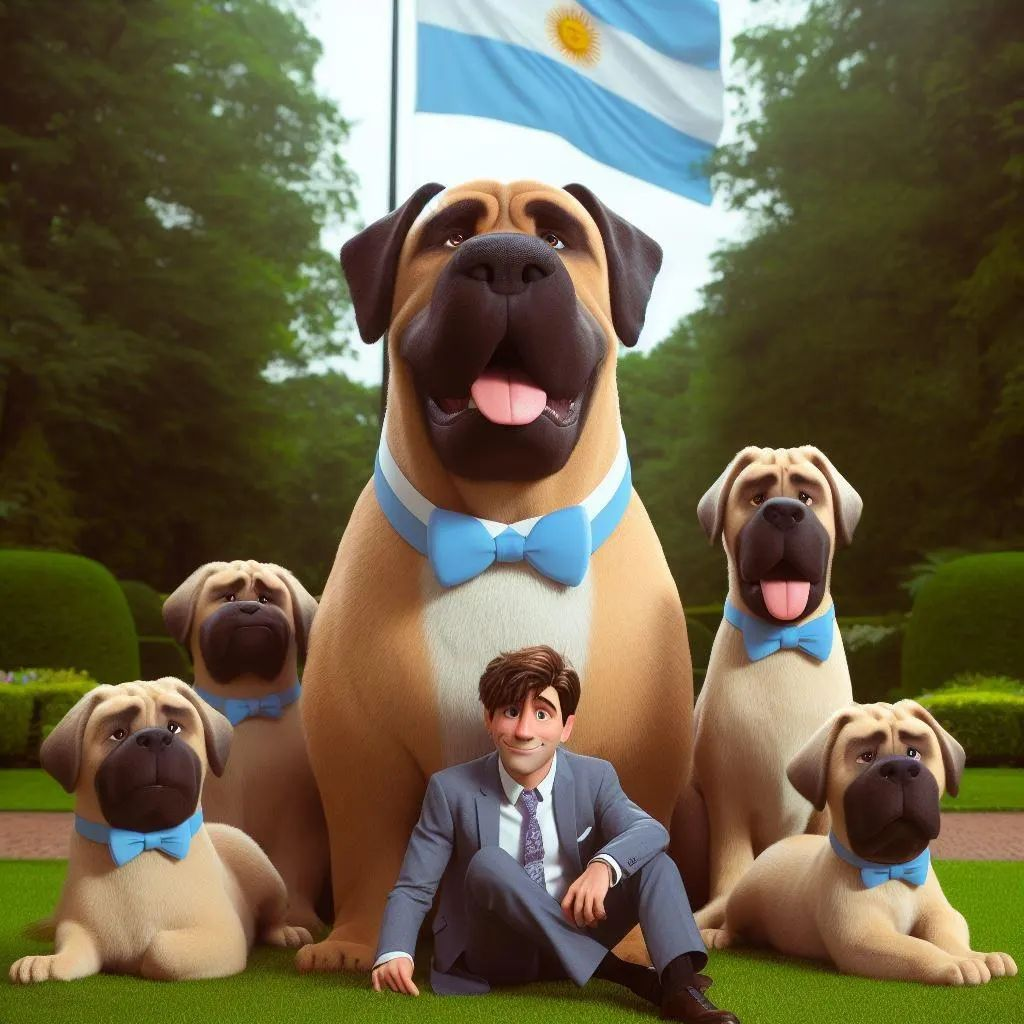
Imagem gerada por IA de Milei e seus cachorros em sua conta do Instagram, que ela chamou de “álbum de família” e que foi sua primeira postagem no Instagram depois de ser eleita presidente.

Milei afirmou durante a campanha presidencial argentina de 2023 que recebeu conselhos políticos e de campanha de seus cães. Ele agradeceu após sua vitória nas primárias argentinas.
Em sua posse como presidente da Argentina, Milei quebrou a tradição de usar um bastão presidencial oficial esculpido pelo ourives Juan Carlos Pallarols, optando por um desenho gravado de Conan e seus quatro clones. Segundo o jornal Clarín, Milei levará os seus quatro cães para a residência presidencial oficial Quinta de Olivos, o que suscitou preocupações de segurança entre os funcionários, por serem conhecidos por serem "problemáticos". Milei anunciou que a residência presidencial seria reformada para acomodar os quatro cães acostumados a viver separados. Embora o custo não tenha sido confirmado, as reformas custariam ao estado 95 milhões de pesos argentinos, segundo o jornal Tiempo Argentino.